# Toshio Fukui
Pour les articles homonymes, voir Fukui (homonymie).
Toshio Fukui (福井 敏男, Fukui Toshio, né le 2 janvier 1943) est un pentathlonien japonais, participant aux épreuves du pentathlon moderne aux Jeux olympiques d'été de 1968 à Mexico.